# Collinsiellopsis
Collinsiellopsis, monotipski rod zelenih algi smješten u vlastitu porodicu Collinsiellaceae, dio razreda Ulvophyceae. Jedina je vrsta morska alga C. expansa uz pacifičku obalu Japana.